# Blegny-Mine

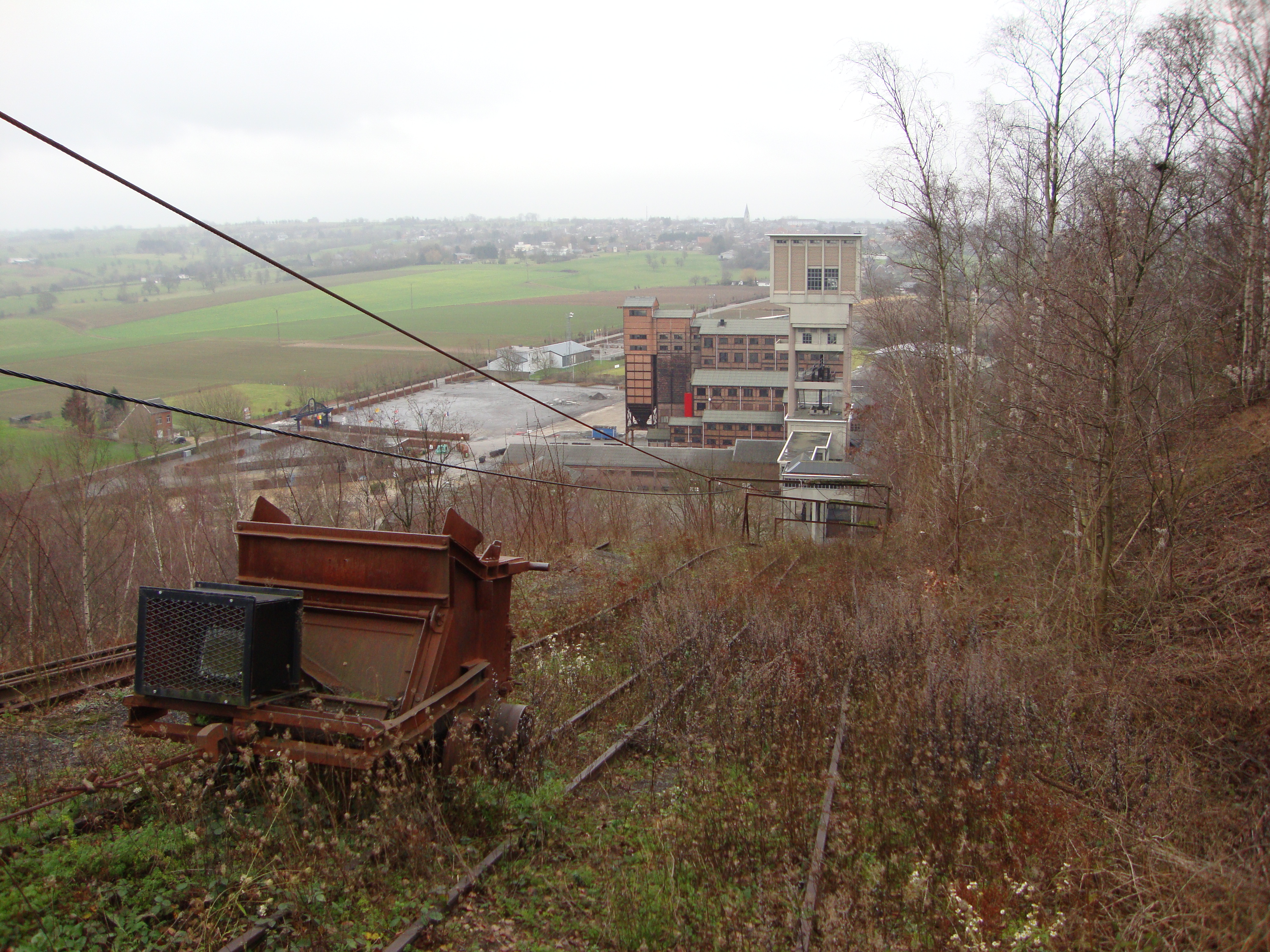
Vue des installations depuis le terril.

Blegny-Mine est un ancien charbonnage situé à Trembleur au nord-est de la ville de Liège, en Belgique (Région wallonne). Il appartenait à la Société anonyme des Charbonnages d'Argenteau.
Sa concession se situait à l'est de Liège et en aval de la ville dans la vallée de la Meuse sous les territoires des anciennes communes d'Argenteau, Cheratte, Feneur, Saint-Remy, Trembleur, Mortier et Dalhem, rassemblées dorénavant sur Visé, Blegny et Dalhem,.
La concession se trouvait au nord de celle de la Société anonyme des Charbonnages du Hasard.
Ce charbonnage fut le dernier du bassin liégeois à fermer ses portes. Ses activités commerciales et industrielles cessèrent en 1980 pour laisser place à un espace touristique et culturel. 
À sa fermeture, le site minier comprenait deux puits, le puits Marie (234 m. de profondeur) et le puits No 1 (760 m. de profondeur), afin d'assurer la mise à fruit du gisement, la circulation des hommes et de la production, sans oublier la ventilation des galeries qui se répartissaient sur 7 étages (le dernier se situant à 530 m de profondeur). À partir de ces galeries, l'exploitation se faisait par la méthode de la « taille chassante » qui consiste à avancer parallèlement à la ligne de la plus grande pente de la veine de charbon. Ces veines pouvaient être exploitées jusqu'à une épaisseur minimum de 30 cm.
Une visite de la mine est aujourd'hui possible. Des guides anciens mineurs ou des guides professionnels vous mènent à travers une exploration des galeries à -30 et -60 mètres. La descente et la remontée sont opérées par l'ascenseur toujours en fonction du puits no 1. La visite se conclut par la découverte des installations de recette et de triage des charbons.
Le site de Blegny-Mine héberge également le CLADIC (Centre Liégeois d'Archives et de Documentation de l'Industrie Charbonnière), regroupant de la documentation et de nombreux fonds d'archives des charbonnages de la région. 
Le site est accessible en transports en commun, depuis l'arrêt Route de Mortier à Trembleur, desservi quotidiennement par le bus 67 Liège - Visé.
L'endroit était associé à un train touristique, Li Trimbleu, dont l'exploitation a cessé après un accident mortel en 1991.
A noter que le mot wallon «Trimbleu» ne signifie nullement «train bleu» comme l'imaginent certains touristes. «Trimbleu» est le mot wallon désignant le village de Trembleur.
Le site est inscrit au patrimoine mondial de l'UNESCO en 2012 lors de la 36e session du Comité du patrimoine mondial avec trois autres charbonnages de Wallonie comme sites miniers majeurs de Wallonie.  Il s'agit de l'unique site inscrit au Patrimoine mondial de l'UNESCO situé en province de Liège.

## Des débuts jusqu'à la fin duXIXesiècle

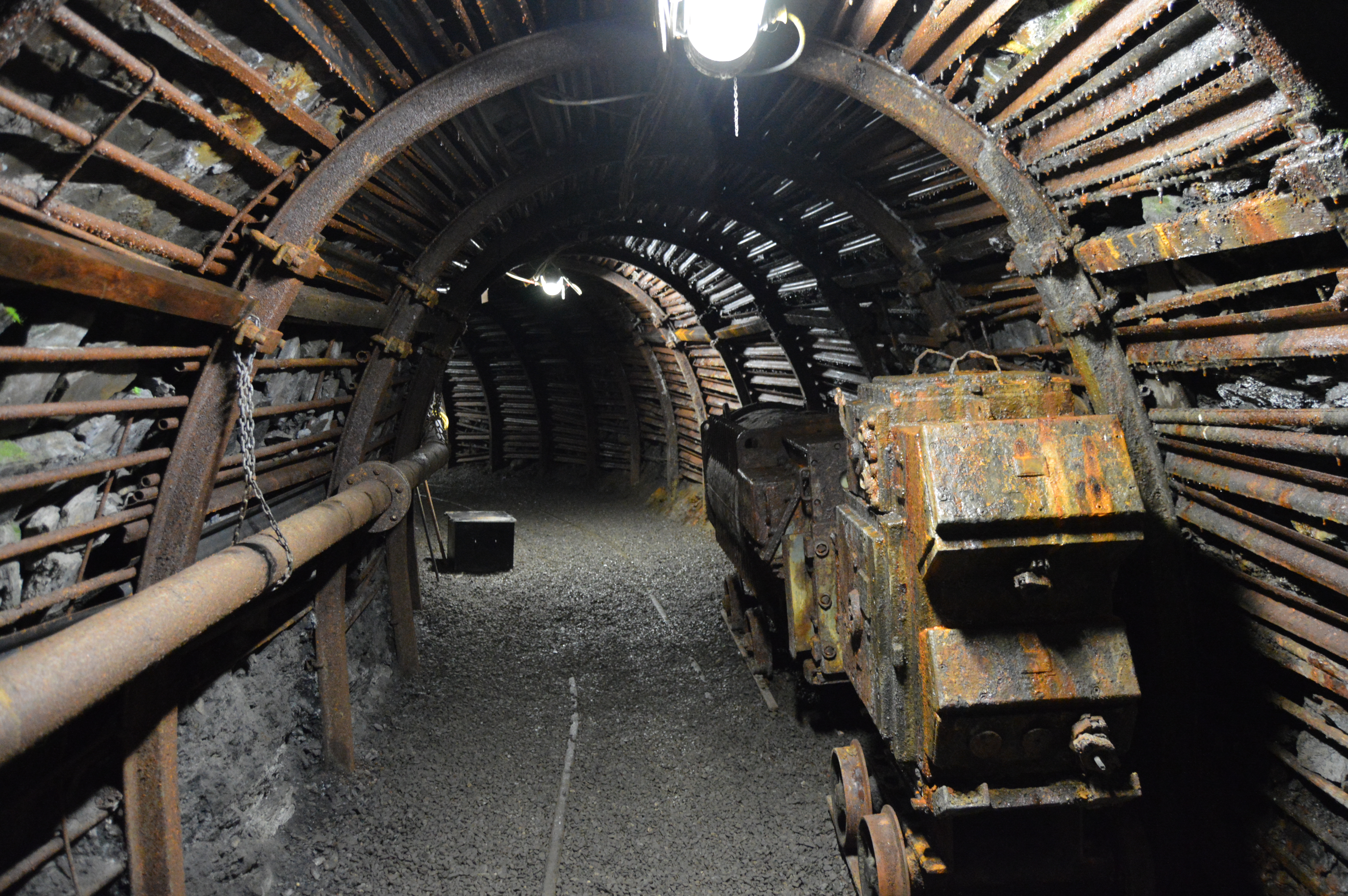
Une des galeries visitable de la mine, avec une ancienne motrice diesel. On reconnait notamment cette motrice et ses wagons dans le film Marina de Stijn Coninx, pour lequel la mine a notamment servi de décors

Dans la région de Mortier et de Trembleur, les premières traces d’exploitation de houille remonteraient au XVIe siècle, sous l'impulsion des moines de l'abbaye du Val-Dieu, bien que le charbon de terre y soit connu depuis bien avant,. 

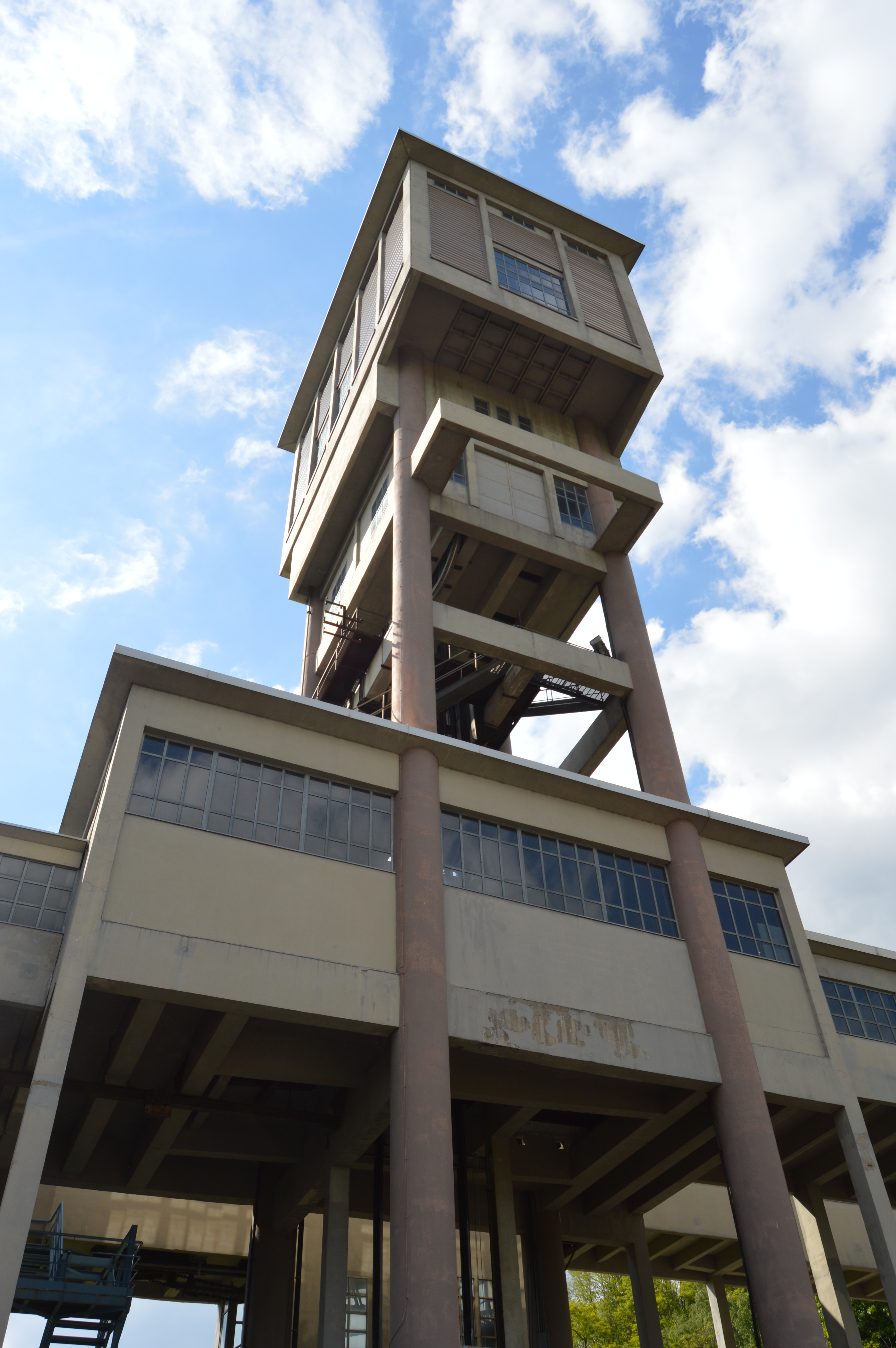
La tour du puits no 1.

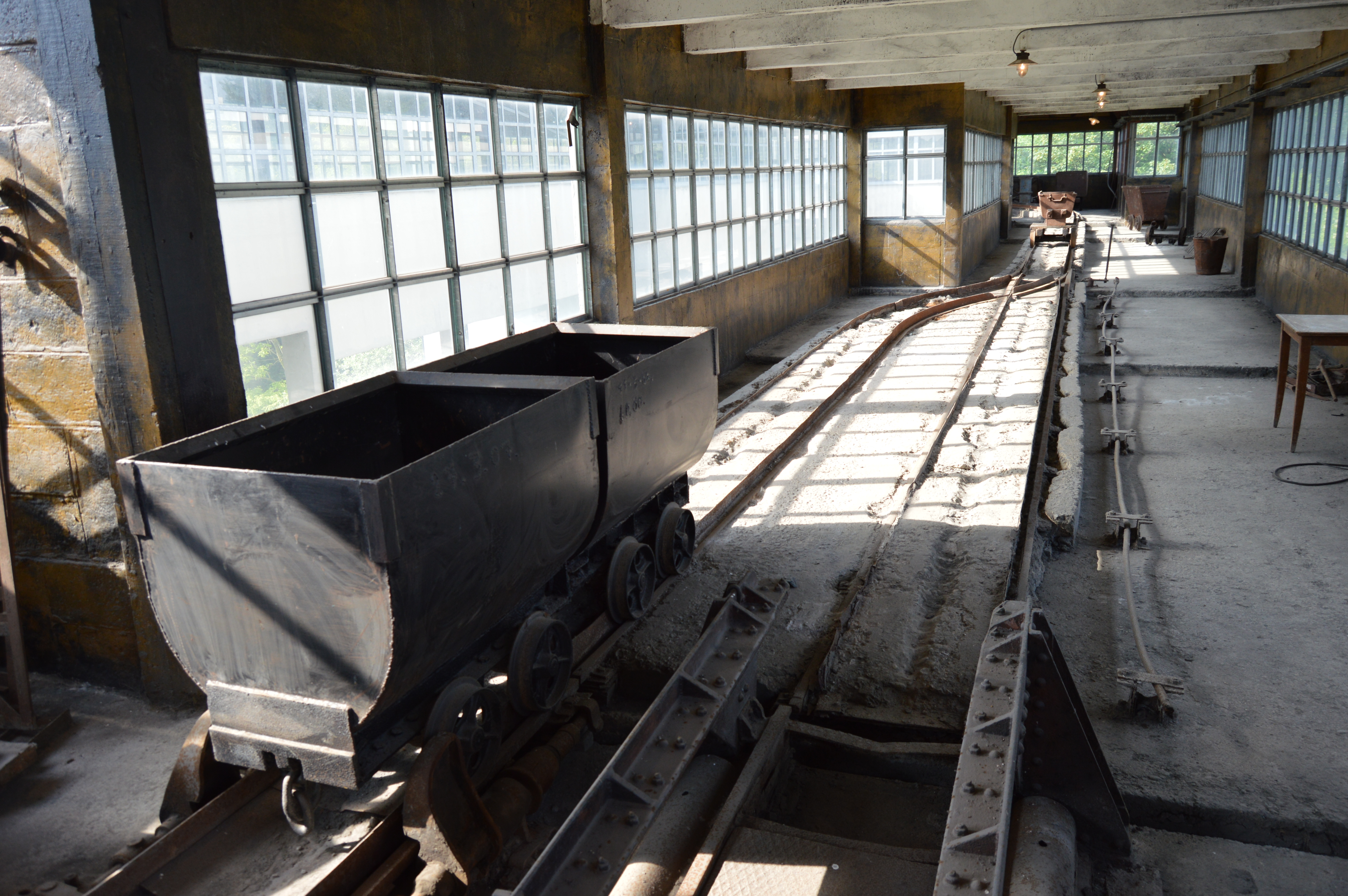
Wagonnets à l'intérieur du triage-lavoir.

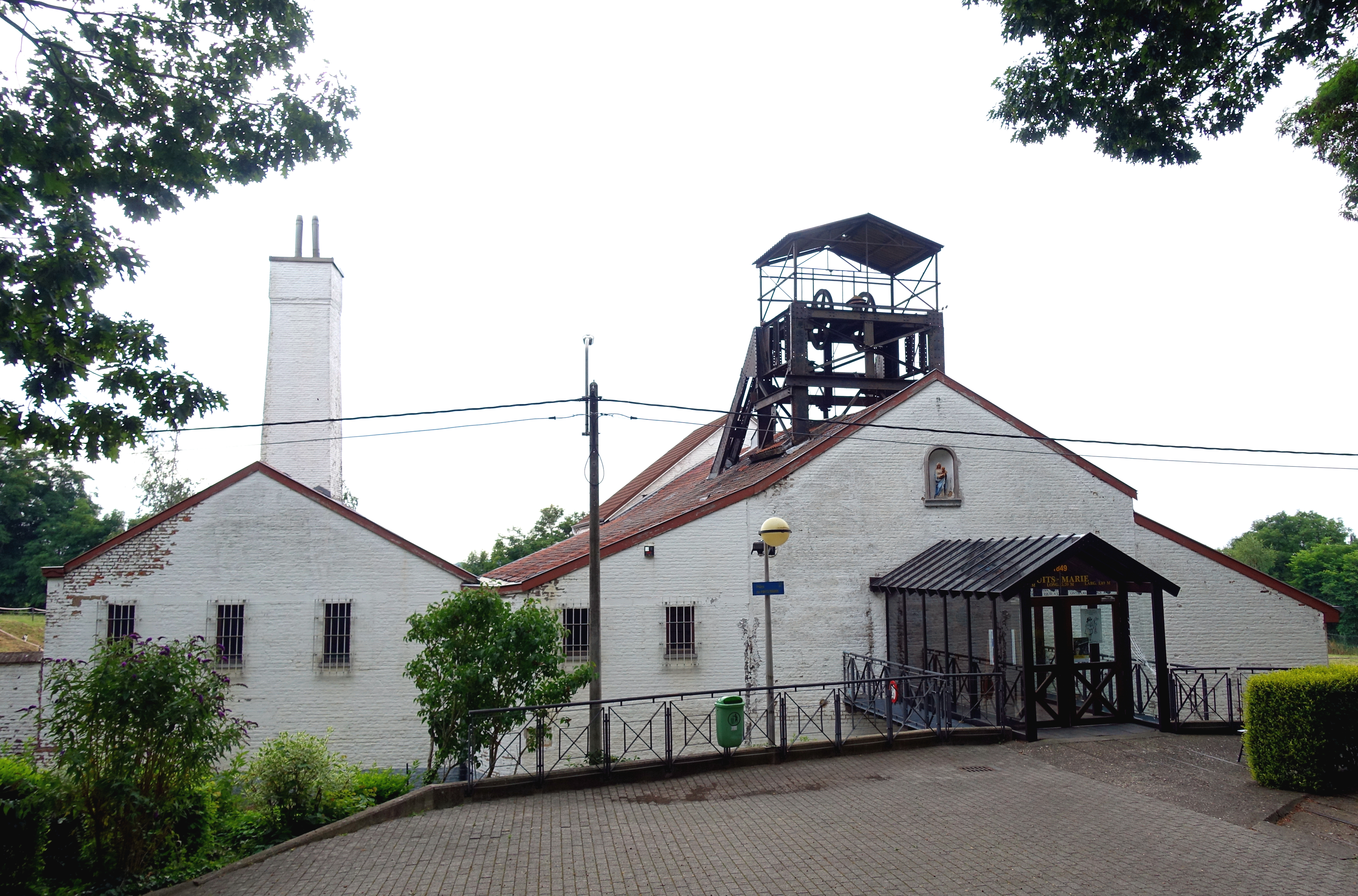
L'ancien puits Marie.

En effet, les terrains houillers du pays de Herve, et de Blegny en particulier, ont la particularité de se trouver à très faible profondeur, voire en affleurement pour certaines veines. 
Au début du XVIIe siècle déjà, l’exploitation houillère au ban de Trembleur semble florissante à connaître le nombre d’actes passés à l’époque mentionnant la présence de houille, dans le cas de dédommagements ou de contrats d’exploitation : on trouve ainsi la trace d’exploitations de houille au lieu-dit Goméfosse, entre Cortils et Trembleur, à la limite du bois de Trembleur, ou à La Waide. De plus, plusieurs familles entrent en relations d’affaire avec l’abbé de Val Dieu afin d’exploiter des veines de houille sur les terres de l’abbaye. Ses moines exploitent d’ailleurs au lieu-dit Leval, sur Saint Remy, dès 1660,.
Le monastère s’associe aussi plusieurs fois avec des membres de la famille Defrongteaux.
C'est cependant la famille Corbesier, et plus particulièrement son patriarche Gaspar, qui va développer l'activité houillère de la région et ce, dès la fin du XVIIIe siècle.
Elle exploite depuis deux générations des houillères sur le territoire des communes d’Argenteau, Mortier, Saint-Remy et Trembleur. Cette famille possède également des parts dans plusieurs autres sociétés charbonnières telles que celles de Bonne-Foi-Homvent-Hareng, Cheratte, Housse, Wandre ou Xhendelesse. 
À sa mort en 1809, Gaspar laisse cinq enfants : quatre fils et une fille. Trois d’entre eux, Jean, Philippe et Urbain, reprennent une partie de l’héritage paternel dans les houillères de la région et poursuivent l’extraction. Ils introduisent même deux demandes en maintenue et en extension de concessions en 1810 et 1818. Les aléas des successions de régimes retardent l’octroi de celles-ci, nommées "Argenteau" et "Trembleur", qui ne seront finalement accordées qu’en 1848. 
À l’époque, les Corbesier possèdent plusieurs puits de mines, notamment le puits des Trois Frères, sur la commune de Trembleur, le puits Urbain, sans oublier celui de Bouhouille, ces deux derniers étant situés sur Saint-Remy. L’exploitation parait s’y dérouler de manière aléatoire : les puits sont tantôt en activité, tantôt abandonnés, avant d’être à nouveau aménagés et rouverts à l’extraction.
L’exploitation erratique est ainsi mise en exergue par le Corps des mines qui relève aussi des difficultés internes à l’entreprise « Corbesier Frères ». Trop éloignée des voies de communication, affrontant des conditions de gisement difficiles et une abondance des eaux d’infiltration, usant de méthodes d’exploitation discutables, exploitant par un nombre de sièges trop important ce qui nécessite l’emploi d’un personnel trop nombreux, la question de la survie de la société est soulignée par l’ingénieur des mines Auguste Ransy : « nous pensons d’ailleurs que nous sommes bien loin de l’époque où il deviendra nécessaire d’asseoir un grand siège d’exploitation dans la région méridionale non seulement sur Bouhouille mais aussi sur Trembleur. En effet, la localité que nous considérons est dépourvue de grandes voies de communication et ne renferme pas assez de consommateurs pour acheter le charbon qu’il serait nécessaire de tirer au jour pour assurer un bénéfice à l’exploitant. La houillère des Trois frères qui, sous ces rapports, est dans de meilleures conditions, ne parvient même pas à écouler la faible extraction qu’elle produit. Le magasin considérable de houille qui encombre aujourd’hui et depuis longtemps cet établissement en est la preuve. »
Cette conclusion pessimiste ne dissuade nullement les frères Corbesier d’entamer le creusement de ce qui deviendra le puits Marie dès le premier semestre 1849. Le puits est maçonné et les bâtiments abritant le puits et les machines sont terminés en décembre de la même année. Le 24 juillet 1850, ils reçoivent l’autorisation d’installer deux machines à vapeur de 30 et 16 CV avec trois chaudières destinées à l’épuisement des eaux et à l’extraction. La profondeur du puits est portée à 88 mètres et on y monte une première belle-fleur.
Mais dix ans plus tard, le siège Marie n’est toujours pas en activité. En 1863, d’ailleurs, le puits est encore en avaleresse. Cela peut, du moins en partie, s’expliquer par les disparitions successives de Philippe et Jean Corbesier, en 1853 et 1854, et par les difficultés à rassembler les capitaux nécessaires à la continuité des travaux qui en auraient résulté.
Ce n’est qu’en août 1864 que l’ingénieur Deschamps mentionne finalement l’avancement de deux tailles, à partir du puits Marie, dans la couche Grande Fontaine à -170 mètres. Le puits atteint sa profondeur maximale, 236 mètres, et l’entreprise pense même construire un chemin de fer à la surface pour relier l’axe Liège-Maastricht.
Malheureusement, la mort d’Urbain Corbesier qui survient en 1867 reporte le projet. Gaspard Corbesier prend le contrôle de l’exploitation et tente de relancer l’entreprise familiale. Pourtant, les activités ralentissent avant d’être finalement interrompues. En 1872, la houillère Marie est à l’abandon avant d’être mise en réserve l’année suivante. L’épuisement des eaux s’effectue par un autre puits, probablement le puits de Saint Remy (ou puits Hayoulle), ouvert plus tard, car les pompes du puits Marie sont inactives.
La relance s’engage finalement le 23 février 1882, date à laquelle se constitue la Société anonyme des charbonnages d’Argenteau-Trembleur. Bien que l’actionnariat se diversifie, il reste en grande partie dans le giron de la famille Corbesier. Gaspard Corbesier, qui est également bourgmestre d’Argenteau, devient président du Conseil d’administration.
Gaspard Corbesier se dit très confiant dans l’entreprise lorsqu’il conclut son rapport à l’assemblée générale ordinaire du 3 juillet 1882 : « nous marchons donc dans les conditions les plus rassurantes. Tout nous donne l’assurance que l’exercice prochain clôturera à notre entière satisfaction. »
Comme pour confirmer ces propos, on agrandit une nouvelle fois le puits Marie en 1883, afin de pouvoir y installer deux chaudières neuves, un culbuteur ainsi qu’une machine d’extraction de 50 CV et une belle-fleur en provenance du charbonnage de Cheratte, où les travaux ont cessé depuis 1878.
L’année 1883 est aussi marquée par la réunion des deux concessions sous le nom d’Argenteau-Trembleur et par l’établissement de voies ferrées.
Malheureusement, la situation semble plus difficile que jamais : « l’exploitation y est tout à fait insignifiante » lit-on dans un rapport de l'ingénieur Van Scherpenzeel-Thim. La société ne se porte pas bien, même s’il est vrai qu’elle réalise des travaux d’aménagement très importants. En 1885, la démission du directeur, Dieudonné Dupont, entraîne la désignation de Gaspard Corbesier comme administrateur-délégué.
Quelques mois plus tard, le puits Marie est abandonné et, le 10 août 1887, la Société anonyme des charbonnages d’Argenteau-Trembleur est mise en liquidation.
Malgré un dernier sursaut en 1891 au cours duquel un ancien administrateur, Charles de Ponthière, rachète l’entreprise et tente vainement de remettre en route une activité viable, toute exploitation cesse à cause des eaux aux alentours de 1896 jusqu'au lendemain de la première guerre mondiale.

## AuXXesiècle
À l’issue de la Grande Guerre, l’exploitation houillère est arrêtée depuis près de vingt ans dans la région de Trembleur lorsque Charles de Ponthière, ancien administrateur de la S.A. des charbonnages d’Argenteau-Trembleur et propriétaire du charbonnage ainsi que de sa concession, s’associe avec Alexandre Ausselet, un entrepreneur carolorégien déjà propriétaire de deux autres charbonnages à Tamines et à Villers-le-Bouillet.
Le 27 octobre 1919, ces deux associés, rejoints par un groupe d’industriels « courageux et énergiques, portés par l’enthousiasme de la reconstruction des dommages de la guerre» et « attirés par la qualité extraordinaire de l’anthracite qu’on trouve dans cette concession  », fondent, à Bruxelles, la Société anonyme des Charbonnages d’Argenteau. 

### La relance de l’exploitation
Dès 1920, l’entreprise réalise d’importants travaux de premier établissement. Ces travaux comprennent entre autres la réfection du puits Marie, la création de nouveaux étages d’exploitation, la construction d’accrochages, d’écuries et de salles de machines, l’achat de terrains, la construction de bâtiments, l’achat de machines et de moteurs, l’établissement d’installations électriques, sans oublier la réalisation de sondages et de recherches dans la concession ainsi que le creusement du puits No 1.

### De 1920 à 1940

#### Le puitsNo1
Le puits No 1 est foncé à l'aube des années 1920 jusqu’à la profondeur de cent septante mètres. Le creusement est réalisé à l’aide de mines et d’explosifs et la paroi intérieure est revêtue d’une maçonnerie en briques. Après une interruption en 1923, le fonçage reprend l’année suivante mais il faut attendre 1929 pour atteindre le niveau de deux cent trente-quatre mètres. 
À la fin du mois de décembre 1925, une importante crue frappe la région liégeoise provoquant l’inondation de la vallée mais également l’ennoyage du charbonnage d’Argenteau par suite de la coupure d’alimentation électrique en provenance de la centrale de Bressoux, propriété de la Société intercommunale belge d’électricité. Cet incident a d’importantes conséquences sur la production de l’année 1926 qui enregistre une chute de près de 10 000 tonnes par rapport à 1925 ! L’année suivante, la société connaît de nouveaux déboires de production : c’est une « grande grève » de deux mois qui en est à l’origine.
Le puits No 1 est équipé d’une machine d’extraction électrique, toujours en cours de montage en 1927 : « les travaux sont abandonnés depuis de nombreux mois. Les dispositifs de freinage ne sont pas encore installés. » La garniture du puits se poursuit cependant : on l’équipe de garde-corps, d’un guidonnage, d’une passerelle et d’un escalier autour de la recette.
Étonnamment, la crise de 1929 ne ralentit pas la production. Ce succès est redevable à la qualité exceptionnelle du charbon produit par les veines dites des 7 poignées et des 15 poignées. 
Malheureusement, l’entreprise perd la trace de ces deux veines peu de temps après, ce qui provoque une nouvelle diminution des résultats d’extraction. Comme la prospection n’offre aucune réserve nouvelle, un premier projet de fermeture voit le jour vers 1934-1937 . 
Cependant, c’est sans compter le « flair du jeune ingénieur Jacques Ausselet », fils d’Alexandre Ausselet, et le hasard (« ne dit-on pas que son intuition fut confirmée par un pendule»), conjugués aux recherches plus conventionnelles et aux études du gisement qui permettent finalement de retrouver des veines qui assureront l’exploitation jusqu’en 1980. 

#### La paire
Les aménagements en surface ne se limitent pas au Puits No 1. Le terrain entourant l’orifice du bure fait lui aussi l’objet de lourds travaux. Entre 1922 et 1923, l’entreprise se lance dans une politique d’acquisition de parcelles en vue de l’installation de la nouvelle paire, de son nivellement et de l’agrandissement progressif du terril. 
Les propriétaires du charbonnage décident d’utiliser « la terre et l’argile des morts terrains pour fabriquer des briques et construire tous les bâtiments ». Pour ce faire, ils obtiennent diverses autorisations d’établissement de briqueteries temporaires entre 1920 et 1923. De ces constructions, il subsiste encore le magasin, la forge (tous deux transformés en hall d’accueil et en vestiaires) et une partie des anciens bureaux, rachetés dès la fermeture par un particulier.

#### Le puits Marie
Le puits Marie est en travaux jusqu’en 1923. On y place entre autres les compresseurs en ligne Lebeau et François, que l’on peut toujours voir aujourd’hui. En attendant la mise en service du puits No 1, il est toujours utilisé comme puits d’entrée d’air et sert à la translation du personnel ainsi qu'à l’évacuation des produits grâce à une nouvelle machine d’extraction à vapeur fabriquée par les Établissements Beer de Jemeppe-sur-Meuse et installée en 1924. Le bâtiment subit plusieurs modifications consistant en des agrandissements successifs.

### De 1940 à 1980
Le 10 mai 1940, l’extraction est brutalement arrêtée par la destruction de la tour d’extraction du puits No 1 par l’Armée Belge et le pilonnage des installations de surface lors des échanges d’artillerie entre Allemands et Belges. Seul le puits Marie en sort épargné.
« Nous sommes le seul charbonnage de Belgique où une telle destruction a été opérée par l’Armée. Nous n’en connaissons pas les raisons. » L’armée belge craint que la tour d’extraction, située à trois kilomètres à vol d’oiseau du fort de Barchon, ne serve de point d’observation pour les Allemands. Elle procède alors à la destruction de la tour du charbonnage, « en faisant sauter de grosses charges d’explosifs placées contre les montants en béton de la tour», et du clocher de l’église Sainte-Gertrude de Blegny.
La puissance des explosions au charbonnage est telle qu’elle touche irrémédiablement la plupart des installations de surface : triage, lavoir, lampisterie, ateliers, magasins, bains-douches, sous-station électrique, bureau, etc. 
Faute d’alimentation électrique, les installations d’exhaure cessent de fonctionner et laissent les eaux envahir les chantiers souterrains, jusqu’au niveau de 170 mètres.
Après la destruction des infrastructures, le travail reprend durant les mois de juillet et août par le déblayage de la surface et l’enrayement de l’inondation des puits et des galeries.  
La reconstruction proprement dite débute en juin 1942 par l’érection d’une nouvelle tour d’extraction et ce, malgré l’absence d’autorisation des Allemands et les nombreuses difficultés pour se procurer le matériel nécessaire. 
Durant la réfection du puits No 1, on installe sur le puits d’aérage du puits Marie, un treuil d’extraction électrique qui permet de faire descendre deux cages au niveau 170 mètres. Cette installation sert à la translation des pompiers et à l’exécution de travaux de recarrage et d’entretien.
Cependant, l’extraction reste nulle. Les dirigeants choisissent la voie de la résistance économique. « S’ils avaient tout fait pour sauver l’outil, ils mirent autant d’ardeur à ne pas exploiter pour le compte de l’ennemi  ! » C’est parce qu’il est finalement menacé de déportation que Jacques Ausselet se résigne à relancer la production en 1944, en la limitant toutefois entre 25 et 30 tonnes par jour, soit dix fois moins qu’avant-guerre. Une installation de triage manuel, toujours visible aujourd’hui, est placée sur la paire, dans l’attente de l’établissement d’un nouveau triage-lavoir.
Entretemps, Jean Ausselet, son frère, procède à l’engagement de personnel en nombre supérieur à celui nécessité par la production afin d’éviter les départs d’ouvriers vers les usines et fermes du Reich.
Après la seconde guerre mondiale, la grande reconstruction étant terminée, le charbonnage décide l’approfondissement du puits. Le 27 juillet 1956, le niveau bas de l’avaleresse atteint 459 mètres et, le 15 janvier 1960, le creusement atteint la cote maximale de 760 mètres. On exploite ainsi par les niveaux de 85, 170, 234, 300, 350, 430 et 530 mètres.

#### Le triage-lavoir et la recette
Parallèlement à l’érection de la nouvelle tour d’extraction, la reconstruction du triage débute en 1942. Les piliers en béton de la recette et du triage sont coulés entre septembre 1943 et mai 1944. L’étage de la recette est aménagé fin 1945. 
Le nouveau triage-lavoir est opérationnel dès décembre 1946. Celui-ci est agrandi en 1948 et en 1955-1956, par la société Evence-Coppée de Bruxelles. Il fonctionne d’abord à l’argile, puis à l’eau lourde (eau + magnétite) à partir de 1956.
En 1972, l'étude d'un nouveau lavoir à poussier est entreprise et sa construction est réalisée en 1973 par l’entreprise Donnay de Blegny. En 1975, le lavoir est opérationnel.

#### Les terrils
Le premier terril, dit vieux terril ou ancien terril, est constitué après 1920. Christine Wirtgen précise qu’il est « né en 1925  » et « a été chargé jusque 1940 environ. Brûlé, il est recouvert d’une végétation partiellement naturelle, partiellement plantée par l’exploitant ».
Un abri pour le treuil de la mise à terril est construit en 1928. Une première mise à terril est placée en 1929 et des terrains sont achetés en vue de l’extension du terril en 1934.
Une nouvelle mise à terril est construite en 1943, équipée de skips. Elle permet la constitution du deuxième terril, alimenté jusqu’aux derniers jours de l’exploitation. 
« Le nouveau terril déborde sur l’ancien. Sa forme tronquée est due à l’échéance de la fermeture qui plana sur le charbonnage à partir de 1975 et qui l’empêcha de se développer normalement. Effectivement, la machine de la mise à terril ne pouvait pas tirer les wagonnets sur une pente plus forte. Comme il n’était pas possible d’amortir une nouvelle installation en 5-6 ans, la direction choisit d’étaler le terril.»

#### L’entrée
Le portique d’entrée remonte à 1954. Il est construit en moellons et en béton. Dessinés par l’architecte Cerfontaine, les plans prévoient initialement le placement de la guérite à droite du portique. 
Dans les années 1970 (?), l’arc de béton coiffant la grille principale est coupé en raison de l’évolution de la taille des camions : il leur devenait en effet impossible de pouvoir passer sous le portique.

#### La laverie
Un arrêté royal du 3 mars 1975 impose aux industries extractives la généralisation de la fourniture de vêtements de travail pour chaque ouvrier. Pour s'y conformer, le charbonnage d’Argenteau envisage la construction d’un bâtiment « pour le stockage des vêtements de travail que nous devons distribuer à partir du 1er janvier 1976. » 
Le charbonnage fait appel à l’entreprise Herman Palmans à Dalhem pour l’érection de la nouvelle bâtisse, parée à l’extérieur de dalles SIPOREX.

## Reconversion
Dans les années 1960, le Ministère des affaires économiques mène des recherches de reconversion pour les sites industriels – y compris charbonniers – et pour le reclassement du personnel. Des brochures à destination d’investisseurs potentiels sont éditées et mettent en valeur les avantages que des sites désaffectés « offrent pour l’implantation d’industries nouvelles ». Malheureusement pour le charbonnage de Trembleur, son site n’est pas retenu dans l’édition qui sort de presse en 1970. 
La loi sur l’expansion économique du 30 décembre 1970 donne une nouvelle chance au charbonnage de s’inscrire dans une démarche de reconversion, d’autant plus que les autorités semblent disposées à accorder « un préjugé favorable aux régions charbonnières ». Sans plus de succès.
Au niveau de la production, l’année 1970 représente un record pour la houillère de Trembleur. Cette performance arrive à point, au moment où les responsables politiques s’apprêtent à programmer de nouvelles fermetures. Grâce à sa production de 1970, le 13 février 1975, le Comité ministériel de coordination économique et sociale décide d’arrêter toute subvention au charbonnage à la date du 31 mars 1980. Il est ainsi le dernier siège du bassin de Liège à fermer ses portes. 
Entretemps, des pistes de reconversion sont étudiées : exploitation du terril, utilisation du triage-lavoir, reconversion touristique. Jacques Ausselet s’adresse à l’ingénieur Modeste Petitjean de l’Administration des Mines afin qu’il étudie les solutions envisagées. L’étude conclut à des perspectives peu encourageantes. Jacques Ausselet se tourne alors vers Jean Defer, directeur des travaux, qui a déjà défendu l’idée d’une reconversion touristique. Et, de fait, depuis 1973, le charbonnage accueille un embryon d'activité touristique, connu sous le nom du Trimbleu, qui s'appuie sur l'exploitation de l'ancienne ligne vicinale Trembleur-Warsage. Jacques Ausselet charge Jean Defer de finaliser une reprise par la Province de Liège, sur base de la proposition formulée en 1976 par son Gouverneur de l’époque, Gilbert Mottard, de conserver un signe de l’attachement de la région à la houillerie.
Ce projet est avalisé par le Conseil provincial et la Députation permanente de la Province de Liège le 13 mars 1980 et ne s’arrête pas à la conservation du site charbonnier mais vise également à l’exploitation touristique des travaux souterrains.
Les premières visites se font aux étages « historiques » de 170 et 234 mètres. Mais l’affluence des eaux due à l’arrêt du pompage des charbonnages avoisinants et à la croissance des précipitations depuis 1977 pèse sur la santé financière du projet.
Le projet est revu dès 1981 et un nouveau circuit voit le jour deux années plus tard après quelques mois de fermeture de la mine au public. Il permet les visites aux étages de 30 et 60 mètres en empruntant toujours le puits No 1. Un nouveau puits d’aérage est aménagé derrière les anciens bureaux, entraînant la fermeture irrémédiable et le remblayage du Puits-Marie.
Depuis les années 1990, le domaine touristique de Blegny-Mine s'est sans cesse amélioré et développé dans son offre touristique. En 2020, on peut citer: plusieurs visites guidées et quotidiennes de la mine, un vaste parking de 200 places, une boutique de souvenirs et cadeaux, un restaurant ouvert tous les jours, une terrasse en été, une grande plaine de jeux pour enfants, un tortillard pour promener les touristes à la découverte de la région, et un circuit de promenade pour piétons, cavaliers et cyclistes (parcours de l'ancien train touristique).

## Géolocalisation approximative des anciens sites d'exploitation
- Siège administratif[1] :
  - Marie : 50° 41′ 12″ N, 5° 43′ 09″ E
  - No 1 : 50° 41′ 12″ N, 5° 43′ 19″ E
  - Saint-Rémy : 50° 41′ 43″ N, 5° 41′ 28″ E

## Terrils

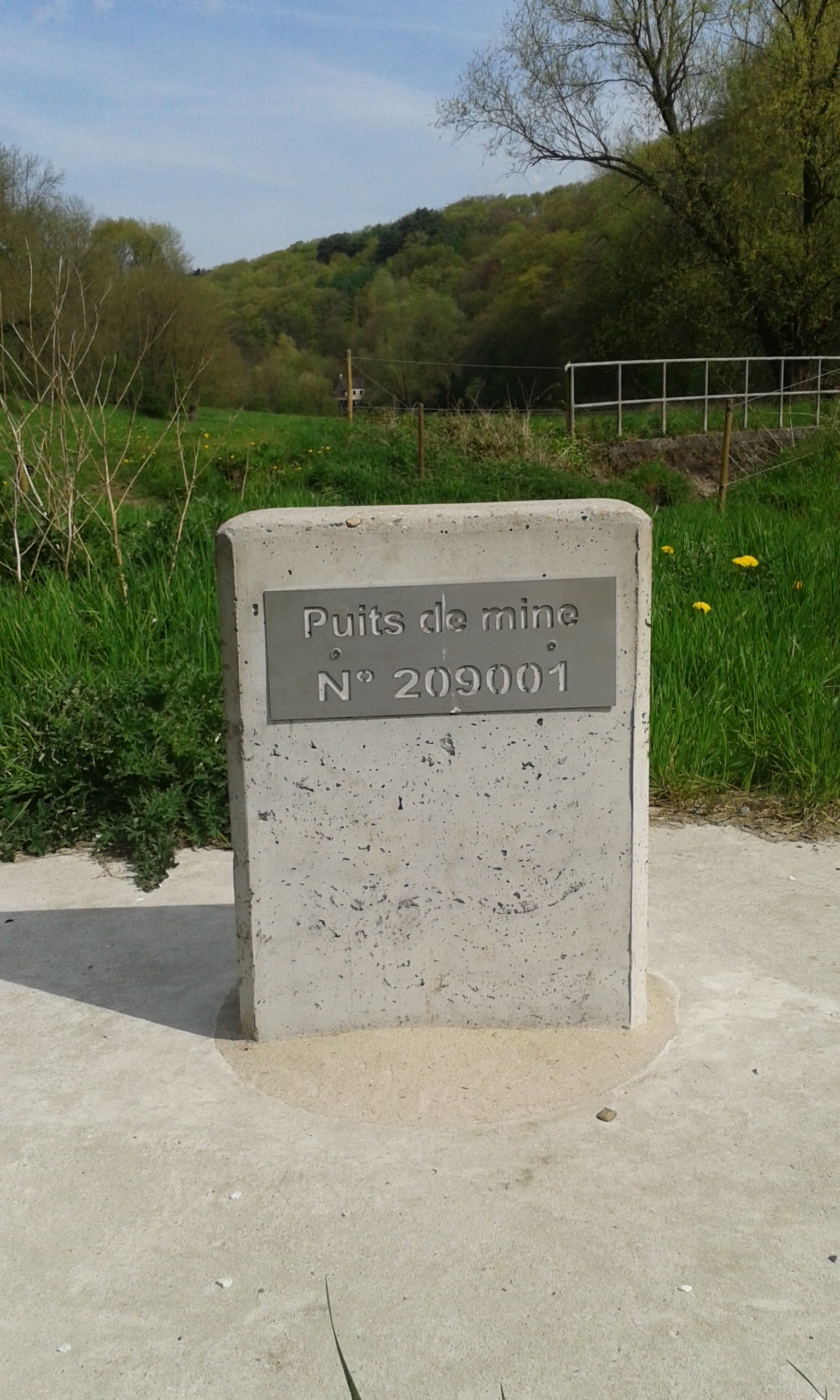
Le puits 209001 « Bure de la Prairie » dans la vallée de la Julienne.

Les terrils,:
- Argenteau ancien - 50° 41′ 15″ N, 5° 43′ 16″ E - (inexploité)
- Argenteau nouveau - 50° 41′ 19″ N, 5° 43′ 18″ E - (inexploité)